# Paalliryuaq
Der Paalliryuaq ist der 27 km lange Abfluss des Surrey Lake zur Dease Strait im Süden von Victoria Island in Nunavut im Norden Kanadas. Einschließlich Quellflüssen beträgt die Gesamtlänge etwa 210 km. Der Flussname wurde 2012 offiziell vergeben. Es handelt sich um ein Wort aus dem westkanadischen Inuinnaqtun-Dialekt der Inuktitut-Sprache. Alternativ wird der Fluss auch als „Surrey River“ nach dem oberstrom gelegenen See Surrey Lake bezeichnet.

## Flusslauf
Der Paalliryuaq verlässt den Haglaaryuk, der südliche Teilsee des 51 m hoch gelegenen Surrey Lake, an dessen Südostufer. Er fließt in überwiegend südöstlicher Richtung durch eine Tundralandschaft nördlich des Polarkreises. Dabei durchquert er den kleineren See Uyarahugyulik. Der Paalliryuaq mündet in die Wellington Bay, die sich zur Dease Strait hin öffnet. Die Flussmündung befindet sich 74 km westnordwestlich von Cambridge Bay. Der Surrey Lake wird von mehreren größeren Seen gespeist, darunter Washburn Lake, Tahoe Lake, Inutquaqhaaq und Banning Lake. 

## Flussfauna
Im Paalliryuaq kommt der Wandersaibling (Salvelinus alpinus) vor.